# Paweł Lisicki
Paweł Andrzej Lisicki (ur. 20 września 1966 w Warszawie) – polski dziennikarz, publicysta, eseista, tłumacz i apologeta chrześcijański. 
W latach 1991–1993 dziennikarz „Życia Warszawy”, od 1993 dziennikarz i w latach 2006–2011 redaktor naczelny dziennika „Rzeczpospolita”, współzałożyciel (2011) i w latach 2011–2012 redaktor naczelny tygodnika „Uważam Rze”, od 2013 redaktor naczelny tygodnika „Do Rzeczy”.

## Życie
Ukończył XLI Liceum Ogólnokształcące im. Joachima Lelewela w Warszawie, w 1985 rozpoczął studia prawnicze na Wydziale Prawa i Administracji Uniwersytetu Warszawskiego. W czasie studiów założył i prowadził koło naukowe Młodych Prawników, był członkiem Niezależnego Zrzeszenia Studentów, a w marcu 1988 został członkiem jawnego Komitetu Założycielskiego NZS Uniwersytetu Warszawskiego. Był zaliczany do działaczy przeciwnych działaniom radykalnym.
W latach 1991–1993 był dziennikarzem „Życia Warszawy”. Publikował m.in. w miesięczniku Znak i Przeglądzie Politycznym. Od 1993 do 2005 pracował w dzienniku „Rzeczpospolita”, gdzie kierował działem „Opinie” (od 2000) i był zastępcą redaktora naczelnego (2004–2005).
W styczniu 2005 sprzeciwiał się zwolnieniu z pracy Bronisława Wildsteina za ujawnienie tzw. listy Wildsteina i wszedł w spór z ówczesnym redaktorem naczelnym „Rzeczpospolitej” Grzegorzem Gaudenem. W związku z tym kilka miesięcy później odszedł z redakcji, by kierować zespołem przygotowującym projekt nowego dziennika, który planował stworzyć Michał Sołowow.
Od 13 września 2006 do 27 października 2011 był redaktorem naczelnym dziennika „Rzeczpospolita”, a od 7 lutego 2011 do 28 listopada 2012 redaktorem naczelnym tygodnika „Uważam Rze”.
Od stycznia 2013 jest współwydawcą i redaktorem naczelnym tygodnika „Do Rzeczy”. Od 2013 propaguje model mediów tożsamościowych, postulując jako główny cel mediów nie podawanie faktów, ale budowanie wspólnoty wśród odbiorców. W latach 2016–2020 był jednym z prowadzących audycji Salon polityczny Trójki, będącej częścią porannego pasma Zapraszamy do Trójki, emitowanej na antenie Programu Trzeciego Polskiego Radia.
W 2015 był członkiem jury Nagrody Literackiej i Historycznej Identitas. Od marca 2018 roku jest prezesem fundacji Strażnik Pamięci.

## Twórczość
Jako apologeta broni historycznej wiarygodności Ewangelii kanonicznych. Uznaje prawdziwość zmartwychwstania Jezusa jako wydarzenia historycznego. W swojej książkach takich, jak Czy Jezus jest Bogiem? Od judaizmu do chrześcijaństwa (2014) czy Kto fałszuje Jezusa (2021) podjął w tym celu polemikę z wybranymi badaczami Jezusa historycznego reprezentującymi nurt „third quest”.
Lisicki jest znany z krytyki liberalnego chrześcijaństwa i modernizmu katolickiego.

## Nagrody i odznaczenia
- 1998: Nagroda im. Andrzeja Kijowskiego za zbiór esejów Doskonałość i nędza
- 2010: nominacja do studenckiej nagrody dziennikarskiej MediaTory w kategorii ProwokaTOR za odważną i bezkompromisową polemikę z Jarosławem Kaczyńskim na łamach „Rzeczpospolitej”, która poruszyła opinię publiczną w Polsce[15].
- 2010: Krzyż Kawalerski Orderu Odrodzenia Polski za wybitne zasługi w działalności na rzecz przemian demokratycznych w Polsce, za osiągnięcia w podejmowanej z pożytkiem dla kraju pracy zawodowej i społecznej (nadany przez prezydenta RP Lecha Kaczyńskiego)[16][17]
- 2017: Główna Nagroda Wolności Słowa za rok 2016 przyznana przez Stowarzyszenie Dziennikarzy Polskich za książkę Krew na naszych rękach?[18]
- Feniks 2019 w kategorii „Kościół wobec współczesności” za książkę Chrystus jest zawsze nowoczesny – wywiad-rzekę z kard. Gerhardem Müllerem[19]
- 2021: Nagroda Literacka im. Józefa Mackiewicza za książkę Dogmat i tiara

## Recepcja i krytyka
W 2018 r. Paweł Lisicki opublikował powieść z gatunku fikcji politycznej pt. Epoka Antychrysta. Dzieło to, według Waldemara Łysiaka, przedstawia konsekwencje przyjęcia liberalnego nurtu w Kościele katolickim, skutkujące odstępstwem od wiary i dechrystianizacją świata prowadzoną przez Watykan w imię poprawności politycznej.
Recenzując powyższą książkę w „Przewodniku Katolickim”, Monika Białkowska zwróciła m.in. uwagę, że „Lisicki sprowadza to jednak do prostackiego wręcz ukierunkowania na przyszłość, zamiast na przeszłość” i „teologicznej mizerii”, a znacząca część książki jest „zwyczajnie obrzydliwa”. Natomiast w opinii jednego z publicystów portalu PCh24.pl Polonia Christiana, podpisanego jako „TK”, wbrew zarzutom krytyków, książka nie służy ukazaniu odstręczających scen, lecz niebezpieczeństw, jakie wiążą się z dalszą liberalizacją Kościoła i społeczeństwa. Zgodnie zaś z oświadczeniem autora zastosowanie niekiedy nawet brutalnych scen ma jedynie skłonić czytelnika do refleksji na temat kierunku zmian postępujących w liberalizującym się Kościele oraz zachęcić do przeciwstawienia się tym zmianom.

## Książki

### Eseistyka filozoficzna
- Nie-ludzki Bóg (1995)
- Doskonałość i nędza (1997)
- Punkt oparcia (2000)
- Powrót z obcego świata (2006)
- Luter. Ciemna strona rewolucji (2017)[25]

### Apologetyka katolicka
- Kto zabił Jezusa? Prawda i interpretacje (2013)
- Tajemnica Marii Magdaleny. Kobiety w otoczeniu Jezusa (2014)
- Czy Jezus jest Bogiem? Od judaizmu do chrześcijaństwa (2014)
- Grób Rybaka. Śledztwo w sprawie największej tajemnicy watykańskich podziemi (2019)[26]
- Kto fałszuje Jezusa? Odpowiedź na oskarżenia współczesnych ateistów (2021)
- Prawdziwie zmartwychwstał. Śledztwo w sprawie najważniejszego wydarzenia w historii (2024)

### Publicystyka społeczna
- Dżihad i samozagłada Zachodu (2015)[27]
- Krew na naszych rękach? (2015)[28]
- Poza polityczną poprawnością. Polska, Europa i Kościół między nihilizmem a islamem (2017)
- Dogmat i tiara. Esej o upadku rzymskiego katolicyzmu (2020)[29]

- Kontrrewolucja. Eseje i szkice (2021)[30]
- Wygnanie Melchizedeka. W jaki sposób Kościół katolicki może odzyskać zgubione sacrum (2022)
- Imperium Sodomy i jego sojusznicy. Szkice na temat upadku cywilizacji zachodniej z nutką optymizmu mimo wszystko (2023)[31]

### Literatura piękna
- Jazon (dramat) (1999)
- Próba. Przypowieść w dwóch aktach (2005)
- Przerwa w pracy (powieść) (2006)
- Epoka Antychrysta. Powieść (2018)
- Nowa wspaniała przyszłość. Zbiór opowiadań o tym co nas czeka i nie tylko (2019)[32]
- System diabła. Blog z piekła rodem (2021)

### Wywiady
- Chrystus jest zawsze nowoczesny. O Kościele, zbawieniu, historii i współczesności z Kardynałem Gerhardem L. Müllerem rozmawia Paweł Lisicki (2018)[33]
- Wiosna Kościoła, która nie nadeszła – zapis rozmowy z bpem Athanasiusem Schneiderem (2020)[34]
- Po prostu Uważam Rze. Z Pawłem Lisickim rozmawia Piotr Gursztyn (2013)
- Czas szaleństwa czy czas wiary? O kryzysie w Kościele, fałszywym ekumenizmie, „myślicielach” nowej lewicy i czasach ostatecznych z Pawłem Lisickim rozmawia Tomasz D. Kolanek (2019)[35]

### Przekłady
- Martin Buber, Zaćmienie Boga (1994)
- Víctor Farías, Heidegger i narodowy socjalizm (1997 – wspólnie z Robertem Marszałkiem)
- Karl Adam, Natura katolicyzmu (1999)